# Testen kívüli élmény
A testen kívüli élmény az a különös én érzés élmény, mikor úgy érezzük, kívülről tekintünk saját testünkre és környezetünkre. Kívülállónak érezzük saját testünket, és az én tudatunkat és én érzésünket a testünktől kívülinek észleljük.
A beszámolók szerint a megtapasztalók gyakran felülről néznek le saját magukra, tudatuk tiszta, és élénken, realisztikusan látják és hallják környezetüket. Gyakran torzul vagy hiányzik a tér és az időészlelés, akár végtelennek is tűnhet az egész esemény.
Általában traumák, halálközeli élmények, vagy drogok hozhatnak létre ilyen szélsőséges élményt. Intenzív relaxáció vagy meditáció is eredményezheti ezt az extrém állapotot . Bizonyos kérgi struktúrák elektromos ingerlésével is lehet hasonló érzékletet kiváltani. Ilyen állapotban a személy nem észleli a tér-idő kontextust, az én érzéshez kötött deklaratív kogníciót a nem tudatos, intuitív, emocionális megismerés veszi át.

## Kutatásai
A testen kívüli élmények népszerűek a laikus körökben, számos ezoterikus cikk tárgyalja, mind a jelenséget, mind a kiváltó okait.
Tudományos keretek között talán az elsők között kezdett foglalkozni a témával Susan Blackmore, aki saját bevallása szerint maga is élt át testen kívüli élményt. Több könyve is megjelent a témával kapcsolatban: Beyond the Body: An investigation into out-of-body experiences (1982), Dying to Live: Science and the Near Death Experience (1993). Napjainkban egyre több tanulmány foglalkozik a jelenség hátterével és több kísérlet is kapcsolódik az OBE-hoz, amelyek elsősorban Olaf Blanke és Henrik Ehrsson nevéhez fűződnek, de fontos megemlíteni David C. Mohr vagy Kulcsár Zsolt munkásságát is.
A legújabb kutatások szerint a testen kívüli élményeknek elsősorban neurológiai magyarázatuk van. Eszerint létezik egy szétkapcsolódás az agy azon területei között, melyek feldolgozzák a vizuális és érintés érzékelői információkat, és ez a tényező idézi elő a testen kívüli élmények egy részét. Blanke úgy véli, hogy az OBE hátterében az anguláris gyrus és a parietális-temporális lebeny találkozásánál összefutó multimodális inger integráció elkülönülése áll, mindkét esetben jobb féltekei hangsúllyal. A jobb anguláris gyrus elektromos ingerlése okozhat testen kívüli élményt és végtag torzulási érzetet, mivel ez a terület részt vesz a testélmény közvetítésében. Blanke szerint az élményért a komplex szomatoszenzoros és vesztibuláris bemeneteknek a dezintegrációja a felelős. Tehát a különböző, a testből jövő szenzoros bemenetek összekapcsolása a környezetből nyert ingerekkel szenved kárt. A testen kívüli érzékelés két folyamatra bontható: a normál, stabil egocentrikus folyamatok integrációjának megbomlása, és a környezeti folyamatokba való bevonódás által megalkotott énünk külső perspektívából való reprezentációjának a szétesése. Ennek a két folyamatnak a finom integrációja eredményezi az én érzést az adott tér-időben.

## Megjelenési formái
Az extrém élmény több érzékszervből érkező érzéseket is magába foglal és nagyon változatos tünetekben jelenik meg különböző embereknél különböző helyzetekben.  Mivel a testen kívüli élményt rengetegféle helyzet előállíthatja, az állapotok és érzések nagyon különbözőek, így felmerül a kérdés, hogy lehet-e ezeket egy egységes címke, koncepció alá sorolni.
Ha mégis egyfajta klasszifikációs rendszerben értelmezzük ezt az állapotot, akkor el kell különítenünk egy gyűjtőfogalmat: az „autoscopic phenomena (AP)”-t amely az a ritka vizuális illúzió, mikor a személynek az az érzése, hogy látja magát kívülről. Ez általában asomatognosia-ban szenvedő betegeknél gyakori. Az AP különböző formái közé tartozik a testen kívüli élmény (TKÉ), az „autoscopic hallucination (AH)” és a „heautoscopy (HAS)”. Az AH-kor az ember saját magát látja maga előtt, anélkül, hogy a testén kívülre helyeződött volna a tudata és az én érzése. HAS esetében a személy látja magát kívülről és a tudata és az én érzése egyszerre van mindkét „testben”, helyen, vagy ide-oda ugrál a helyek között. Úgy érezik, mintha kettős tudatuk, én érzésük lenne, mintha két helyen lennének egyszerre.
A háromféle állapotban különböző mértékben jelennek meg a szenzoros modalitások. Az AH-ban általában főleg vizuális érzékelések, a HAS esetében az én érzése, a testséma és a vesztibuláris érzetek is megjelenhetnek, míg a TKÉ-nél minden modalitásból jövő (vesztibuláris érzéklet itt a legkiemelkedőbb) komplex észlelés élménye történik az én érzés és a testséma bevonódásával együtt. Érdekes, hogy taktilis érzékelési élmény ritkán fordul elő mind három esetben. Gyakori ennek az élménynek a misztikusságát hangsúlyozó és vizsgáló tanulmány, amelyek a paranormális háttérre és a spiritualitásra fókuszálnak.

## Neurálisháttér
Az irodalom szerteágazó eredményeket tartalmaz, de minden tanulmányban a parietális, temporális és okcipitális lebenyekhez és főleg ezek találkozásainál fekvő területekhez köthető struktúrákat jelölnek meg felelősnek. Két folyamatot tartanak lehetségesnek, a deafferentációt és a disszociációt, amely előidézheti a testen kívüli állapot érzését.
d’Aquili és Newberg (1999) azt találták, hogy a jobb oldali orientációs asszociációs terület részleges deafferentációja (=elégtelen inger bemenet) okozza az extrém élményt. Ez a terület a poszterior szuperior parietális lebeny, amely rengeteg helyről kap bemenetet: szomesztetikus (érintés, testhelyzet), vizuális (occipitális és középső temporális lebeny), motoros, auditoros és a verbális–konceptuális asszociációs területekről. Így a poszterior szuperior parietális terület funkciója a testrészek mozgásának és helyzetének monitorozása, a testről háromdimenziós kép kialakítása és a saját test és a tárgyak térbeli pozíciójának meghatározása. A mentális forgatást is ehhez az agyi struktúrához kötik. A jobb oldali orientációs asszociációs terület a hely, távolság, térbeli orientáció, tárgynagyság észleléséért, míg a bal oldali orientációs asszociációs terület a térbeli mozgásért és manipulálásért felel. Így érthetővé válik, hogy ha ennek a struktúrának a jobb féltekén lévő része elégtelen bemenetet kap, megváltozik a tér-idő észlelése, és az itt reprezentált testkép a mentális forgatáshoz hasonlóan kivetül az extraperszonális térbe.
Blanke és munkatársai  úgy gondolták, hogy a TKÉ hátterében az anguláris gyrus és a parietális-temporális (temporo-parietális junkció) lebeny találkozásánál összefutó multimodális inger-integráció disszociációja áll, mindkét esetben jobb féltekei hangsúllyal. A jobb anguláris gyrus elektromos ingerlése okozhat TKÉ-t és végtag torzulási érzetet, mivel ez a terület részt vesz a testélmény közvetítésében. Ezt a hatást már 1941-ben leírta Wilder Penfield egy epilepsziás beteg vizsgálata során, de ő inkább a temporo-parietális junkció területét ingerelte. A szerzők szerint az élményért a komplex szomatoszenzoros és vesztibuláris bemeneteknek a dezintegrációja a felelős. Tehát a testből jövő különböző szenzoros bemenetek (a saját test mozgás, vizuális, vesztibuláris, auditoros stb… érzékeléséből) összekapcsolása a környezetből nyert ingerekkel szenved kárt. Ezt a funkcióegyüttest az újabb tanulmányokban már a temporo-parietális junkció területéhez kötik, amely közel esik az anguláris gyrushoz (ami a temporális, parietális és okcipitális lebenyek junkciójánál található). A temporo-parietális junkció területe felelős továbbá a multi-szenzoros integráción kívül a testrészek, biológiai mozgások észleléséért, cselekvő ágens élményéért, az én érzés és testséma megéléséért és az egocentrikus téri-vizuális perspektíva megalkotásáért is felelős. A végtag torzulását okozhatja a hibás információ integrálása a testrész retinális méretéről és a szomatoszenzoros érzékelésből a testrész távolságáról .
A TKÉ két folyamatra bontható: (i) a normál, stabil egocentrikus folyamatok integrációjának megbomlása, és (ii) a környezeti folyamatokba való bevonódás által megalkotott énünk külső perspektívából való reprezentációjának a szétesése. Ennek a két folyamatnak a finom integrációja eredményezi az én érzést az adott tér-időben.
Egy érdekes eljárással fel tudták mérni, hogy az emberek mennyire képesek külső nézőpontot felvenni. A szakirodalomban ezt „Own-Body-Transformation task"-nak (OBT) nevezik. Azt kell megmondaniuk a személyeknek, hogy melyik kezén visel kesztyűt vagy karkötőt egy embermodell (angol terminológiában „manikin avatar”). Minél jobban eltér az „avatar” és a résztvevő perspektívája, annál inkább megnő a feladat megoldásához szükséges reakcióidő. A feladat végzése közben a temporo-parietális junkció területe aktív, amely szerepet játszik a TKÉ megjelenésében is, valamint megnő az aktivitás az extra striátrális test áreában is. Az OBT feladatot lassabban tudjuk megoldani, mint a mentális betű forgatást, valamint más agyi mechanizmusok is aktívak a gyakorlatkor. Azok a személyek, akik átéltek már TKÉ-t (pl. epilepsziás, vaszkuláris, vagy más neurológiai hátterű zavar miatt) lassabban teljesítettek az OBT feladatban, mint az egészséges, ilyen szélsőséges élményt még nem megélő emberek. Ezt a parietális és prefrontális kéreg közötti kommunikáció deficit jelének gondolták. Érdekes jelenség, hogy a TKÉ-t tapasztalók csoportja jobb teljesítmény ért el téri objektumok mentális forgatásában. Tehát úgy tűnik, a mentális forgatás és a perspektíva váltás eltérő mechanizmusokhoz köthető, és a TKÉ-t tapasztalók ellentétesen teljesítenek a két feladatban.

## Kísérletek
A testen kívüli élmény vizsgálatára vonatkozó kísérletekben a kutatók megkérték a részt vevő alanyokat, hogy álljanak egy kamera elé, miközben 3D-s VR szemüveget viseltek. A szemüvegeken keresztül a jelentkezők a saját hátukat látták, ami által úgy tűnt, mintha saját maguk előttük állnának, ezzel modellezték a testen kívüliség élményét. Amikor az egyik kutató végigsimította az alany hátát, akkor az alany a szemüvegen keresztül kapott képen is észlelhette, hogy a virtuális test hátát végigsimítják. A képen a simítások váltakozva, valós időben vagy  kisebb csúszással zajlottak le. A jelentkezők beszámolói szerint a simítást inkább akkor észlelték, amikor a toll a virtuális hátukat érte, nem pedig az igazit, azaz a virtuális testüket szinte teljes egészében a sajátjuknak érezték.
Egy másik kísérlet során az alanyok szintén kizárólag egy, a szemük elé vetített képet láthattak, melyen saját hátukat szemlélhették. A kísérletvezető egy rúddal szúrta meg az alanyok mellkasát, miközben egyidejűleg egy másik rudat tartott az alany mögött elhelyezkedő kamera elé, hogy azt a látszatot keltse, hogy az "illúzió" személyt is szúrások érik. Az alanyok arról számoltak be, hogy fizikailag is érezték a szúrásokat, ugyanakkor az a különös érzetük támadt, hogy nem őket, hanem kivetített testet szurkálják.
A kísérletek arra utalnak, hogy az én a testen belül szorosan kötődik ahhoz, ahogy az agy feldolgozza az érzékszervektől kapott információkat. A "first person" vizuális nézőpont különösen fontos a testen belüli élményeknél, a kísérletben részt vett alanyok beszámolói alapján azt állapították meg, hogy az én ott helyezkedik el, ahonnan az alany szemlélte az eseményeket.